# Доротея Ангальт-Цербстская
Доротея Ангальт-Цербстская (нем. Dorothea von Anhalt-Zerbst; 25 сентября 1607, Цербст — 26 сентября 1634, Хитцаккер) — принцесса Ангальт-Цербстская из династии Асканиев, в замужестве герцогиня Брауншвейг-Вольфенбюттельская.

## Биография
Доротея — дочь князя Ангальт-Цербста Рудольфа и его первой супруги Доротеи Гедвиги, дочери герцога Брауншвейг-Вольфенбюттеля Генриха Юлия.
26 октября 1623 года в Цербсте Доротея вышла замуж за герцога Августа II Брауншвейг-Вольфенбюттельского, для которого это был уже второй брак. В первом браке у Августа, как и у его брата Юлиуса Эрнста, детей не было. Родив сыновей, Доротея тем самым стала основательницей угасшего в 1873 году «нового Брауншвейгского дома».

## Потомки
- Генрих Август (1625—1627)
- Рудольф Август (1627—1704), герцог Брауншвейг-Люнебурга и князь Брауншвейг-Вольфенбюттеля, женат на графине Кристине Елизавете Барби-Мюлингенской (1634—1681), затем на Розине Елизавете Менте (1663—1701)
- Сибилла Урсула (1629—1671), замужем за герцогом Кристианом Шлезвиг-Гольштейн-Глюксбургским (1627—1698)
- Клара Августа (1632—1700), замужем за герцогом Фридрихом Вюртемберг-Нейенштадтским (1615—1682)
- Антон Ульрих (1633—1714), герцог Брауншвейг-Вольфенбюттеля, женат на принцессе Елизавете Юлиане Шлезвиг-Гольштейн-Норбургской (1634—1704)